# U 85 (U-Boot, 1941)
U 85 war ein deutsches U-Boot vom Typ VII B, das im Zweiten Weltkrieg von der deutschen Kriegsmarine eingesetzt wurde. Es versenkte 3 Schiffe mit 15.060 BRT, wobei 45 Menschen starben. Am 14. April 1942 wurde es mit einer Besatzung von 45 Mann vom US-Zerstörer Roper bei Cape Hatteras versenkt und rund 40 seiner Männer im Wasser neben dem bereits sinkenden U-Boot zunächst mit Wasserbomben beworfen, was möglicherweise bereits alle tötete, und dann sich selbst überlassen. Als am nächsten Tag alle Männer von U 85 tot waren, obwohl die meisten Schwimmwesten trugen, wurden 29 Leichen von der Roper eingesammelt und durchsucht. Die Bewertung der Tötung der Besatzung als Kriegsverbrechen ist umstritten.

## Geschichte
Der Auftrag für das Boot wurde am 9. Juni 1938 an die Flender-Werke in Lübeck vergeben. Die Kiellegung erfolgte am 18. Dezember 1939, der Stapellauf am 10. April 1941, die Indienststellung unter Oberleutnant zur See Eberhard Greger fand schließlich am 7. Juni 1941 statt.
Das Boot gehörte nach seiner Indienststellung am 7. Juni 1941 bis zu seiner Versenkung am 14. April 1942 als Ausbildungs- und Frontboot zur 3. U-Flottille in Kiel und La Pallice / La Rochelle.

## Einsatzstatistik
Kommandant Greger führte U 85 während seiner Dienstzeit auf vier Unternehmungen, auf denen er drei Schiffe mit einer Gesamttonnage von 15.060 BRT versenkte.

### Erste Unternehmung
Das Boot lief am 28. August 1941 um 10:00 Uhr von Trondheim aus und am 18. September 1941 um 14:34 Uhr in St. Nazaire ein. U 85 gehörte zur Gruppe „Markgraf“. Auf dieser 22 Tage dauernden und zirka 4.750 sm über und 125 sm unter Wasser langen Unternehmung in den Nordatlantik südwestlich von Island wurde ein Schiff mit 4.748 BRT versenkt.
- 10. September 1941: Versenkung des britischen Dampfers Thistleglen (Lage) mit 4.748 BRT. Der Dampfer wurde durch einen Torpedo versenkt, wobei 3 Mann starben und 46 gerettet wurden. Er hatte 5.200 t Stahl sowie 2.400 t Roheisen geladen und befand sich auf dem Weg von New York über Sydney nach Glasgow. Das Schiff gehörte zum Konvoi SC-42 mit 65 Schiffen.

### Zweite Unternehmung
Das Boot lief am 11. Oktober 1941 um 18:00 Uhr von St. Nazaire aus und lief am 27. November 1941 in Lorient ein. U 85 musste wegen Problemen mit einem Kühlwasserventil am 13. Oktober 1941 wieder in St. Nazaire einlaufen und lief am 16. Oktober 1941 wieder dort aus. Das Boot gehörte zur Gruppe „Schlagetot“ und „Störtebecker“. Auf dieser 45 Tage dauernden Unternehmung in den Nordatlantik südöstlich von Grönland und Neufundland wurden keine Schiffe versenkt oder beschädigt.

### Dritte Unternehmung
Das Boot lief am 8. Januar 1942 um 18:30 Uhr von Lorient aus und am 23. Februar 1942 in St. Nazaire ein. Auf dieser 44 Tage dauernden und zirka 6.000 sm über und 406 sm unter Wasser langen Unternehmung in den Westatlantik zur Neufundlandbank und vor Nova Scotia wurde ein Schiff mit 5.408 BRT versenkt.
- 9. Februar 1942: Versenkung des britischen Dampfers Empire Fusilier mit 5.408 BRT. Der Dampfer wurde durch einen Torpedo versenkt. Er fuhr in Ballast und war auf dem Weg von Tyne nach Tampa. Das Schiff gehörte zum aufgelösten Konvoi ON-60 mit 45 Schiffen. Es gab neun Tote und 38 Überlebende.

### Vierte Unternehmung
Das Boot lief am 21. März 1942 um 19.10 Uhr von St. Nazaire aus und wurde am 14. April 1942 versenkt. Auf dieser 24 Tage dauernden Unternehmung in den Westatlantik und an die Ostküste der USA wurde ein Schiff mit 4.904 BRT versenkt.
- 10. April 1942: Versenkung des norwegischen Motorschiff Chr. Knudsen mit 4.904 BRT. Das Schiff wurde durch einen Torpedo versenkt. Es hatte Stückgut geladen und befand sich auf dem Weg von New York nach Alexandria. Es war ein Totalverlust mit 33 Toten.

## Verbleib

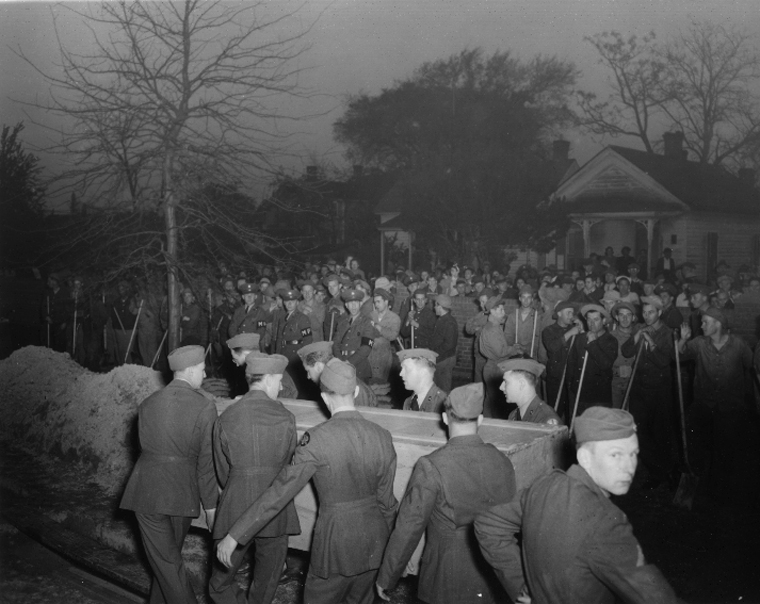
Beisetzung der Gefallenen

Am 14. April 1942 wurde U 85 vor der Ostküste der USA bei Cape Hatteras durch Artillerie des US-Zerstörers Roper auf der Position 35° 55′ N, 75° 13′ W versenkt. Es war damit das erste U-Boot, das beim Unternehmen Paukenschlag verlorenging. Die Roper, die über ein Radargerät verfügte, entdeckte U 85 am 18. April aus 2,5 km Entfernung. Als sich der Zerstörer näherte, befand sich das deutsche U-Boot in etwa 30 m tiefem Wasser, daher entschloss sich Kommandant Greger, Fahrt aufzunehmen, wahrscheinlich um den Gegner abzuschütteln und in tieferes Gewässer zu entkommen. Zu diesem Zeitpunkt gingen Karl Dönitz und seine U-Bootkommandanten immer noch davon aus, dass auf Schiffen von geringer Größe – wie der Roper – keine Radargeräte installiert werden könnten. Die maximale Geschwindigkeit eines Bootes vom Typ VII B betrug bei Überwasserfahrt etwa 14 kn, die Roper holte das U-Boot dementsprechend mit ihren 20 kn bald ein. Nachdem ein abgefeuerter Heck-Torpedo das gegnerische Schiff verfehlt hatte, entschloss sich Kommandant Greger, beizudrehen und U 85 selbst zu versenken. Das deutsche U-Boot verlor an Fahrt und wurde vom Suchscheinwerfer der Roper erfasst, die aus kurzer Distanz mit Artilleriebeschuss begann, während die Besatzung von U 85 ins Wasser sprang. Durch das Feuer der Roper wurde U 85 stark beschädigt, doch ein Großteil der Besatzung – etwa 40 Mann – schaffte es heraus. Die USS Roper setzte die Attacke fort, fuhr in die schwimmenden deutschen Seeleute hinein und warf eine Salve von elf auf geringe Tiefe eingestellte Wasserbomben auf das bereits sinkende U-Boot. Dann entfernte sich die Roper von der Versenkungsstelle.
Am nächsten Tag wurde die Wrackstelle von Flugzeugen markiert und die Leichen von 29 Besatzungsmitgliedern an Bord der zurückgekehrten Roper genommen, die weitere Wasserbomben warf. Die geborgenen Leichen wurden nach Informationen durchsucht, später wurden sie auf dem Hampton National Cemetery in Hampton (Virginia) mit militärischen Ehren beigesetzt. Der ehemalige U-Boot-Kommandant von U 802 und Autor Helmut Schmoeckel vertritt die Ansicht, es handele sich hierbei um ein Kriegsverbrechen und zieht einen Vergleich mit dem Prozess gegen den U-Boot-Kommandanten Eck, der wegen der Beschießung von Schiffbrüchigen von den Alliierten hingerichtet wurde. Der amerikanische Autor Bernard Ireland schildert das Vorgehen der Besatzung der Roper als „rachegeleitet“, „undiszipliniert“, bewertet es aber als „verständlich“. Der US-amerikanische Zerstörer hatte auf zweiwöchiger Patrouille mehrere Wracks und zahlreiche Leichen gesichtet, die auf U-Bootangriffe zurückzuführen waren. Zudem waren etliche zum Teil schwer verwundete Seeleute an Bord genommen worden, die sich aus den sinkenden Schiffen gerettet hatten. Am Tag vor der Versenkung von U 85 hatte die Roper Überlebende der City of New York aus Seenot gerettet. Das Schiff, das 47 Passagiere an Bord hatte, war am 29. März von Georg Lassen, dem Kommandanten von U 160, versenkt worden.
U 85 verlor während seiner Dienstzeit vor der Versenkung keine Besatzungsmitglieder.